# Erwan Nigon
Erwan Nigon (Riom, Francia; 27 de septiembre de 1983) es un expiloto de motociclismo francés, que compitió en el Campeonato del Mundo de Motociclismo desde 2000 hasta 2005.

## Biografía
En 1999 y 2000 participó en el Campeonato Europeo en 125cc obteniendo en la posición 41.º con una Honda en la primera edición y 22.º en Yamaha en su segunda temporada. En esa misma categoría, se adjudica el título francés en 2001, y participó en 2000 yl 2001 al Gran Premio de Francia.
En 2002, da el salto a la cilindrada de 250cc y participa al mismo tiempo el europeo donde se clasifica en la décima posición con una Honda así como en ocho pruebas del Mundial de 2002, inicialmente siempre con una Honda y con una Aprilia. Corre la temporada completa durante dos años consecutivos también con una Yamaha y obtiene su mejor resultado en 2003, con un 16.º puesto en la general.
Después daría el salto al mundo de las Superbike donde gana el título francés en 2008. En 2009 participa en el Gran Premio de los Estados Unidos del Campeonato Mundial de Superbikes con una Yamaha YZF-R1 del equipo Yamaha France GMT 94 IPONE, sin entrar en posiciones de puntos. Nuevamente vence el título nacional de Superbikes en 2010 y subcampeón el año sieguiente.
En 2012 apuesta por el Campeonato alemán de Superbike con una BMW S1000 RR del equipo Alpha Technik - Van Zon, proclamándose campeón con 258 puntos, con tres victorias, siete podios, 1 pole position y 2 vueltas rápidas.

## Resultados en el Campeonato del Mundo
Sistema de puntuación de 1993 hasta 2022:
| Posición | 1.º | 2.º | 3.º | 4.º | 5.º | 6.º | 7.º | 8.º | 9.º | 10.º | 11.º | 12.º | 13.º | 14.º | 15.º |
| Puntos   | 25  | 20  | 16  | 13  | 11  | 10  | 9   | 8   | 7   | 6    | 5    | 4    | 3    | 2    | 1    |

### Carreras por año
| Año  | Cat.  | Moto    | 1      | 2      | 3       | 4       | 5      | 6       | 7      | 8       | 9       | 10      | 11     | 12     | 13      | 14      | 15      | 16      | Pos. | Pts. |
| ---- | ----- | ------- | ------ | ------ | ------- | ------- | ------ | ------- | ------ | ------- | ------- | ------- | ------ | ------ | ------- | ------- | ------- | ------- | ---- | ---- |
| 2000 | 125cc | Yamaha  | RSA -  | MAL -  | JPN -   | SPA -   | FRA 20 | ITA -   | CAT -  | NED -   | GBR -   | GER -   | CZE -  | POR -  | VAL -   | BRA -   | PAC -   | AUS -   | -    | 0    |
| 2001 | 125cc | Yamaha  | JPN -  | RSA -  | SPA -   | FRA 24  | ITA -  | CAT -   | NED -  | GBR -   | GER -   | CZE -   | POR -  | VAL -  | PAC -   | AUS -   | MAL -   | BRA -   | -    | 0    |
| 2002 | 250cc | Honda   | JPN -  | RSA -  | SPA -   | FRA 20  | ITA -  | CAT -   | NED -  | GBR -   | GER -   | CZE 16  | POR 12 | BRA 13 | PAC 23  | MAL Ret | AUS Ret | VAL 20  | 28.º | 7    |
| 2003 | 250cc | Aprilia | JPN 12 | RSA 17 | SPA Ret | FRA 17  | ITA 17 | CAT 14  | NED 7  | GBR Ret | GER 14  | CZE Ret | POR 16 | BRA 12 | PAC 17  | MAL Ret | AUS 7   | VAL Ret | 16.º | 30   |
| 2004 | 250cc | Yamaha  | RSA 20 | SPA -  | FRA 18  | ITA Ret | CAT 17 | NED Ret | BRA 17 | GER 19  |         |         |        |        |         |         |         |         | 29.º | 4    |
| 2004 | 250cc | Aprilia |        |        |         |         |        |         |        |         | GBR Ret | CZE Ret | POR 21 | JPN 22 | QAT 12  | MAL Ret | AUS DSQ | VAL -   | 29.º | 4    |
| 2005 | 250cc | Yamaha  | ESP -  | POR -  | CHN -   | FRA 20  | ITA -  | CAT 13  | NED -  | GBR -   | ALE -   | CZE -   | JAP -  | MAL 17 | QAT Ret | AUS Ret | TUR 19  | VAL Ret | 27.º | 3    |

| Color     | Resultado                                                               |
| --------- | ----------------------------------------------------------------------- |
| Oro       | Ganador                                                                 |
| Plata     | 2.ª plaza                                                               |
| Bronce    | 3.ª plaza                                                               |
| Verde     | Finalizó en los puntos                                                  |
| Azul      | Finalizó sin puntos                                                     |
| Azul      | NC - No clasificado                                                     |
| Violeta   | Ret - No terminó (Carrera)                                              |
| Rojo      | DNQ - No se clasificó                                                   |
| Negro     | DSQ - Descalificado                                                     |
| Blanco    | DNS - No empezó (carrera)                                               |
| Blanco    | WD - Retirado (fin de semana)                                           |
| Blanco    | C - Carrera cancelada                                                   |
| Sin color | DNP - Inscrito pero no participó                                        |
| Sin color | INJ - Lesionado                                                         |
| Sin color | EX - Excluido                                                           |
| Estado    | Resultado                                                               |
| Negrita   | Pole position                                                           |
| Cursiva   | Vuelta rápida                                                           |
| †         | Abandona, pero clasifica al completar el porcentaje requerido para ello |